# Лосева, Наталья Геннадьевна
Ната́лья Генна́дьевна Ло́сева (род. 7 июля 1970, Новосибирск, СССР) — медиа-продюсер, эксперт в сфере «новых медиа», журналист.

## Биография
Родилась 7 июля 1970 года в городе Новосибирске в семье врачей. Окончив школу, поступила в Новосибирский государственный медицинский институт. Учась в институте начала работать в газете.
Выпускница Московской Школы политических исследований и филологического факультета Российского университета дружбы народов.
С 1996 года занимается разработкой интернет-версий традиционных СМИ, реформированием традиционных СМИ, экспертизой новых медиа.
Создатель и с 1996 по 2001 год президент «Новосибирского пресс-клуба», площадки независимых журналистских расследований.
В 2000 году по приглашению Антона Носика переезжает в Москву для работы в только что созданном интернет- подразделении НТВ.
С 2001 по 2004 год — руководитель веб- редакции газеты «Известия».
С марта 2004 года по март 2012 года работала в РИА «Новости», в настоящее время — заместитель главного редактора Международного информационного агентства (МИА) «Россия сегодня», директор по мультимедиа и новым проектам. С мая 2012 года — 1-й заместитель Генерального директора по новым медиа ЗАО «Аргументы и факты». В марте 2014 года ушла из медиа в государственную компанию «Мосгортур» и занимается развитием отрасли детского отдыха.
С 2015 года член Межсоборного присутствия Русской православной церкви.
С февраля 2018 года — заместитель Главного редактора МИА «Россия сегодня», занимается разработками в области VR/AR журналистики, возглавляет редакцию подкастов. Автор и ведущая подкастов «Страхи/ошибки» и подкаста «Правда тела», который вошёл в топ лучших русскоязычных подкастов 2021 года по версии Яндекса.
С 2022 года стала ведущей еженедельной программы «Лосева. Все будет ru» на радио Sputnik.
Консультирует ведущие российские медиа-проекты. Преподает на кафедре новых медиа факультета журналистики Московского государственного университета.

## Интернет-проекты
- Телеграм-канал «Донбасс. Геноцид 2014—2022» (с апреля 2022)
- Аргументы и факты АиФ.ru (с 2012 года)
- РИА «Новости» (версия 2005 года).
- «Наша Победа. День за днём» — идея, концепция, автор и руководитель проекта.
- Российский информационный сайт летних Олимпийских Игр 2004 — идея, руководитель проекта.
- «Большой футбол — ЕВРО-2004» — идея, руководитель проекта.
- «Союзники» (информационный сайт, посвященный 60-летию высадки союзных войск в Нормандии) — руководитель проекта.
- Известия. Ru — создатель, руководитель проекта до марта 2004 года.
- «Финансовые Известия» — руководитель проекта до марта 2004 года.
- «Известия науки» — руководитель проекта до марта 2004 года.
- «Герой дня» НТВ — руководитель проекта.
- Новосибирский пресс-клуб — идея, владелец до 2003 года.

## Награды, премии
- 2002 — сетевой конкурс РОТОР++, лауреат (1 место) в номинации «Человек года».
- 2003 — сетевой конкурс РОТОР++, лауреат в номинации «Выборы жюри».
- 2011 — медаль ордена «За заслуги перед Отечеством» II степени
- 2013 — «Искра» национальная журналистская премия за серию колонок в «Московских новостях»
- 2023 — Почётная грамота Президента Российской Федерации (4 сентября 2023 года) — за заслуги в развитии средств массовой информации и многолетнюю добросовестную работу[2]

## Интересные факты
Наталья Лосева является автором акции «Георгиевская ленточка», стартовавшей в 2005 году и вызывавшей много споров в обществе.
В декабре 2016 года стала первым преподавателем из России, приехавшим читать лекции по приглашению Донецкого университета после образования ДНР. По словам Лосевой, она въехала на территорию Украины со стороны Ростова, минуя украинский пограничный контроль.